# Papilio polyxenes

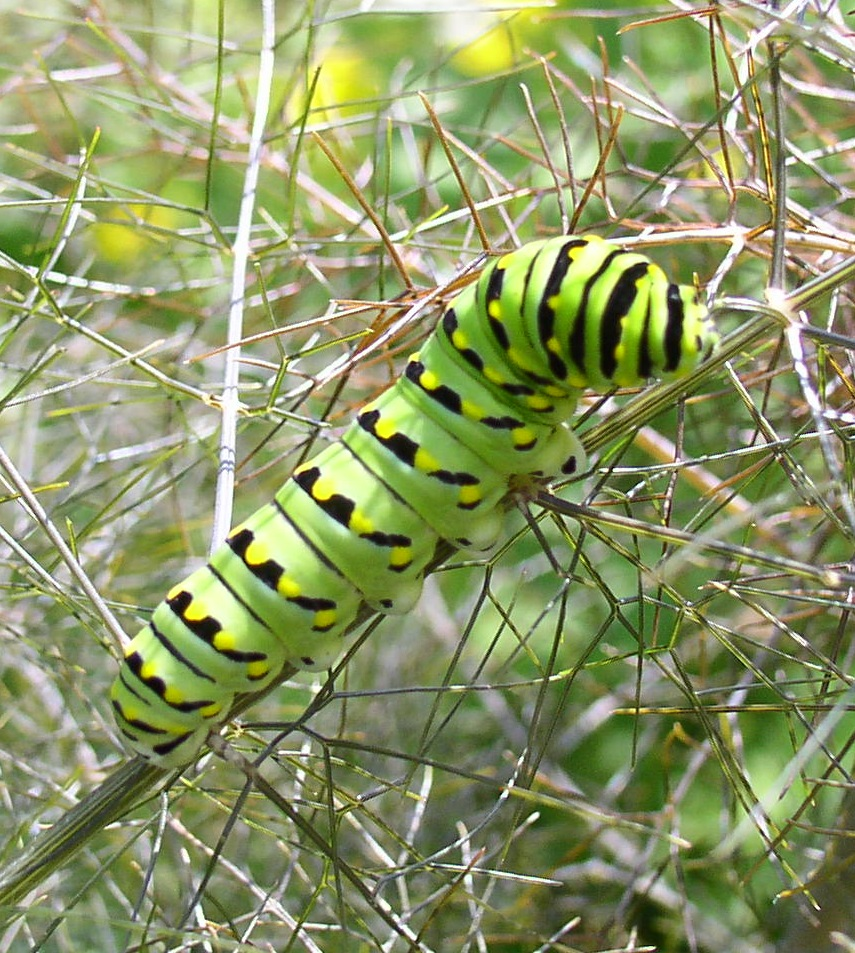
Raupe von Papilio polyxenes

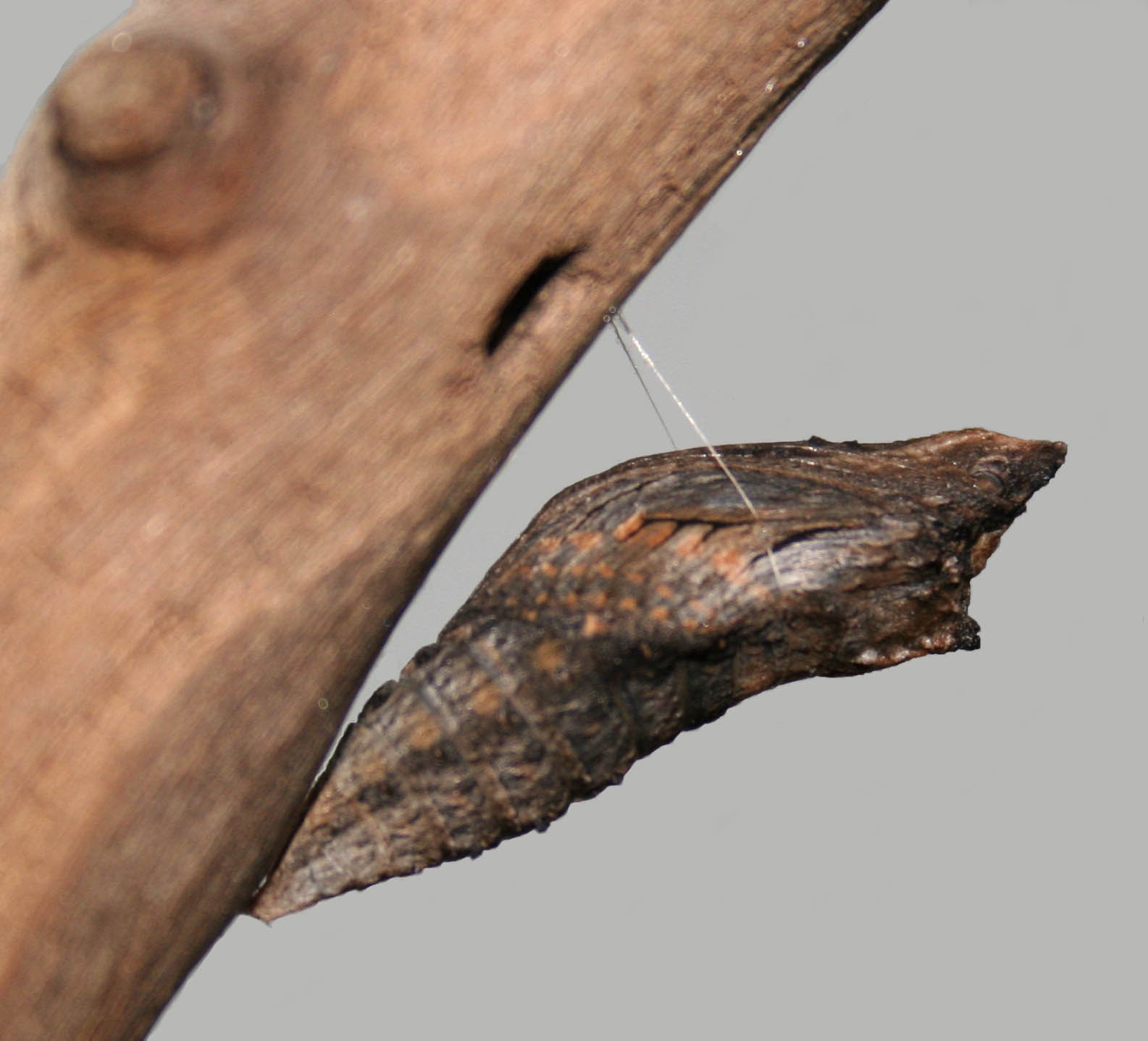
Puppe von Papilio polyxenes

Papilio polyxenes, auch bekannt unter den englischen Bezeichnungen „Black swallowtail“ (“Schwarzer Schwalbenschwanz”) ist ein Schmetterling aus der Familie der Ritterfalter (Papilionidae).

## Merkmale

### Falter
Die Falter erreichen eine Flügelspannweite von 70 bis 90 Millimetern. Die Vorderflügel haben eine schwarze Grundfärbung. In der Submarginalregion befindet sich vom Apex bis zum Innenrand eine Reihe kleiner gelber Punkte. Knapp einen Zentimeter daneben verläuft eine weitere Reihe gelber Flecken, die in Richtung Innenrand stetig größer werden. Die Hinterflügel sind schwarz und weisen in der Submarginalregion eine Reihe gelber Bogenflecken auf, welche im Vergleich zu den kleinen Punkten der Vorderflügel etwas größer sind. In der Diskalregion befindet sich eine Reihe weiterer gelber und ein wenig größerer Flecken. Im Analwinkel befindet sich ein gelb-rotes Auge, welches im Zentrum schwarz ist. Daneben, zwischen den beiden Reihen gelber Flecken, befinden sich mehrere blaue Flecken, die in Richtung Vorderrand zunehmend kleiner werden. Der gezahnte Außenrand hat einen Schwanzfortsatz.
Die Unterseite der Vorderflügel weist alle Merkmale der Oberseite an der gleichen Stelle auf. Die Adern treten hier aber stärker hervor, da das schwarz seidenmatt ist. Helle Flecken sind hier jedoch weiß statt gelb. Die größeren Vorderflügelflecken sind Richtung Innenrand zunehmend orange gefärbt. Die Unterseite der Hinterflügel weist alle Merkmale der Oberseite an der gleichen Stelle auf. Die großen Hinterflügelflecken der Reihe sind größtenteils orange gefüllt, ebenso die Bogenflecken. Allerdings nimmt hier der Orangeanteil Richtung Innenrand ab.
Im Gegensatz zu den Männchen sind bei den Weibchen alle gelben beziehungsweise weißen Punkte in den Reihen deutlich kleiner. Die blauen Flecken sind jedoch größer.
Der Körper von Papilio polyxenes ist schwarz und trägt zwei gelbe Punktreihen an jeder Seite.
In ihrem nördlichen Verbreitungsgebiet imitiert der Falter Battus philenor. Wenn die Larven mit wenig Licht aufgezogen werden, sind die gelben Bänder des Falters reduzierter.

### Ei, Raupe und Puppe
Die Eier sind cremefarben und verfärben sich im Laufe ihrer Entwicklung an ihrer Spitze bräunlich und bekommen einen ebenso gefärbten Ring.
Die Puppe ist hellbraun mit einem lateralen und einem dorsalen Band, das sich von Braun/Hellbraun nach Schwarz verfärbt. Ihre Färbung variiert je nach den Lichtverhältnissen im Raupenstadium. Bei wenig Licht tendieren sie eher ins Bräunliche bei wenig Licht ins Grünliche. Man findet sie hauptsächlich an dicken Stämmen oder Felsen ca. einen Meter über dem Boden. In diesem Stadium überwintert die Art.
Die Raupen sind grün und tragen mehrere schwarze Querstreifen. Auf diesen Querstreifen sind mehrere gelbe Punkte angeordnet. Ihre Färbung reicht von Gelb-Grün über Weiß-Grün bis zu Blau-Grün. Die breite der schwarzen Querstreifen sowie deren gelben Punkte können stark variieren.

## Unterarten
- Papilio polyxenes americus (Kollar, 1849)
- Papilio polyxenes asterius (Stoll, 1782) - West Arizona und ostwärts bis zu den kanadischen Provinzen Saskatchewan und Manitoba, die orangen Flecken sind hier kräftiger orange[3]
- Papilio polyxenes coloro (Wright, 1905) - in den Wüsten von Arizona sowie zentral und Südwest Utah westwärts nach Süd Kalifornien bis östlich der South Coast Range. Je weiter nach Westen desto gelber gefärbt ist die Unterart.[3]
- Papilio polyxenes gerardi (Bollino & Vitale, 2002)
- Papilio polyxenes kahli (Chermock, 1937) - Südost Saskatchewan sowie Süd Manitoba bis Winnipeg und ins zentrale Manitoba, die schwarzen Augenflecken sind nicht mittig und verschmelzen oftmals mit dem Rand. Die schwarze Linie zwischen dem orangen und blauen Bereich ist schmal oder nicht vorhanden.[3]
- Papilio polyxenes sadalus (Lucas, 1892)
- Papilio polyxenes stabilis (Rothschild & Jordan, 1906)

Die Variante P. polyxenes asterius pseudoamericus hat eine gelbe Körperfärbung, die sich an beiden Seiten der gelben Punkte erstreckt. Sie ist von Illinois, Colorado, New Mexico, West Texas, Südost Arizona und in Ost Mexiko verbreitet und sehr selten. Ihr Art oder Unterartstatus ist allerdings noch nicht ganz geklärt. Dies betrifft ebenso die Form P. polyxenes kahli comstocki die an Pflanzen der Gattung Zizia gefunden wurden. Die Unterseite der Hinterflügel ist hier gelber und oberseits ist das gelbe Band nur 1 bis 1,5 cm breit und auf dem Bauch befinden sich zwei gelbe Streifen auf beiden Seiten.

## Verbreitung
Papilio polyxenes ist in großen Teilen Nordamerikas und im Nordwesten von Südamerika beheimatet. In den nördlichsten Gebieten wie Alaska ist er nicht anzutreffen. Nach Süden reicht sein Verbreitungsgebiet über Mexiko bis nach Peru. Bewohnt werden offenes Grasland, Sümpfe sowie Marsch- und Feuchtwiesen aber auch Wälder und Gebirgszüge in Kanada sowie menschliche Siedlungsgebiete und Halbwüsten bis hin zu subtropischen Gebieten in Südamerika.

## Lebensweise
In nördlichen Regionen werden eine oder zwei, in den südlichen bis zu drei Generationen pro Jahr ausgebildet. Die Flugzeiten liegen in den Monaten April bis Oktober. In Manitoba und Saskatchewan wird eine Generation von Mai bis Juni ausgebildet. In ihrem südlicheren Verbreitungsgebiet liegt die Flugzeit zwischen Juni und August während er in Florida und der Mojave-Wüste und noch weiter südlich sogar ganzjährig fliegt. Er fliegt in der vollen Sonne auf der Suche nach Blüten, lässt sich aber auch an Schlammpfützen nieder, um Mineralien aufzunehmen. Die Lebenserwartung im Süden ihres Verbreitungsgebiets beträgt mehrere Monate. Männchen halten nach Weibchen Ausschau, indem sie auf erhöhten Plätzen sitzen und in ihrem Revier Patrouillen fliegen.
Die Eier werden einzeln auf Blätter gelegt. Wenn die Weibchen zwei bis vier Tage alt sind, legen sie pro Tag zwischen 36 und 53 Eier, was zu einer Gesamtzahl von 206 bis 435 Eiern führt.
Die Raupe ernährt sich ausschließlich von Doldenblütlern.

## Status
Er ist häufig anzutreffen und weit verbreitet.